# 殿井君人
殿井 君人（とのい きみひと1963年- ）は、日本の映画ライター、フリーライター、ホラー者。神奈川県横浜市出身。身長155cm、体重70kg。
少年時代に怪獣映画、妖怪映画、怪奇映画、SF映画、パニック映画、破壊映画等々の作品に遭遇し、非日常的な虚構の世界に耽溺した。2001年春に14年間勤務した印刷会社を退職しフリーランス生活をスタートする、印刷会社でのサラリーマン生活の傍ら、パソコン通信に没頭したことを契機に、@niftyホラー映画フォーラムのスタッフ、東京国際ファンタスティック映画祭等、公式頁の取材等に携わる。
ホラー映画へ精通していることから、大洋図書の新 映画宝庫を中心に得意の分野でムック本執筆にいくつか携わる。ホラーやSF映画以外には原田知世と自転車をこよなく愛していたり、ホラー系のビデオゲームにも精通している。

## 得意技
- VHS黎明期時代からのホラー映画タイトルのコレクション

## 得意分野
- 映画
- ホラー
- SF
- ファンタジー
- パニック
- モンスター
- リチャード・マシスン
- ジャック・フィニー
- レイ・ブラッドベリ
- ディーン・クーンツ
- 梶尾真治
- 原田知世
- 自転車

## 執筆ワークなど
- ぴあシネマニアック シリーズ（ぴあ）
  - Vol.01　ホラー・ムービー究極大鑑
  - Vol.02　アクション・ムービー究極大鑑
- 新 映画宝庫シリーズ（大洋図書）
  - Vol.3　スプラッターカーニバル
  - Vol.4　スタークラッシュ
  - Vol.5　シネマスペクタクル
  - Vol.6　アウトローブレイク
  - Vol.7　モンスターパニックReturns!
  - Vol.9　メカフリークス メカフェチ映画大図鑑
- NEKO CINEMA BOOK ENTERTAINMENT SERIES（ネコ・パブリッシング）
  - VOL.2　SF MOVIES  SF映画の過去と未来
- SFオンライン
- @nifty CINEMA TOPICS ONLINE
- GAMES OF THE LIVING DEAD ゾンビゲーム大全（ホビージャパン）【殿井本人が顔出ししてホラーゲームを語っている】

## 人物
- ホラーに造詣深い部分から専門的なムック本への執筆オファーが多い反面、雑誌でのレギュラーがない。
- パソコン通信時代からネット利用頻度は高いが特定サイトでの定住率が高い。
- 映画秘宝への憧れが強いのだが、高橋ヨシキを筆頭にホラー映画への造詣深い者たちが多く滞留していることから未だに執筆経験がない。
- 所有しているVHSのビデオテープ・コレクションは主に'80年代の全盛期の中古物が多く、珍しい物も所有していることから殿井のコレクションは大変史料価値が高い。